# Hannah New

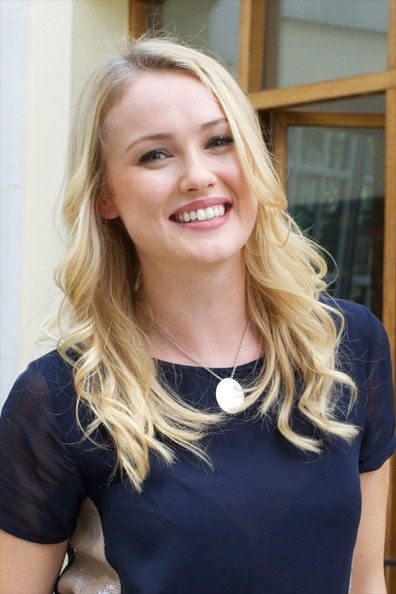
Hannah New

Hannah New (* 13. Mai 1984 in Balham, London, England) ist eine britische Schauspielerin und Model. Sie ist bekannt durch die Rolle der Händlerin und Schmugglerin Eleanor Guthrie in der Fernsehserie Black Sails.

## Leben
New wurde am 13. Mai 1984 in Balham, London, als jüngste von drei Schwestern geboren. Im Alter von vier Jahren besuchte sie eine Ballettschule. Später verschoben sich ihre Interessen zur Schauspielerei und sie besuchte das National Youth Theatre. Ihr Interesse an anderen Kulturen brachte sie dazu, Reisen in mehr als 20 Länder zu unternehmen und 2003 drei Monate in einem Kinderheim in Bolivien zu arbeiten. Nach ihrer Rückkehr nach England studierte sie Englisch und Spanisch an der University of Leeds und trat in verschiedenen Bühnenstücken auf. Dann zog New für drei Jahre nach Barcelona, wo sie die spanische Sprache weiter studierte. Dort absolvierte sie ein zwei Jahre umfassendes „Meisner Technique Program“ im Actors Workshop.
In Barcelona wurde sie von der spanischen Modelagentur View Management entdeckt und arbeitete als Model für Print- und Werbekampagnen. Zurück in England studierte sie an der Central School of Speech and Drama der University of London und schloss diese im Dezember 2011 mit einem Master ab.
New spricht fließend Spanisch und lebt in London.

## Karriere
Ihre Fernsehkarriere begann 2009 in Barcelona mit der Entdeckung durch Stacey Castro während Castings für die Fernsehserie Die Borgias.
Während ihres Studiums an der Central School of Speech and Drama wurden ihr mehrere Rollen in spanischen Produktionen angeboten, unter anderem in der Adaption der Novelle El Tiempo Entre Costuras (englischer Titel The Time in Between) von María Dueñas. Darin spielte sie Rosalinda Fox, eine junge Engländerin, die Geliebte von Juan Luis Beigbeder und Freundin von Sira Quiroga.
Nach dem Abschluss an der Central School of Speech and Drama hatte New ihre erste Rolle in einer amerikanischen Produktion in Shelter, einem Pilotfilm von Warner Bros. und CW Network, der von J. J. Abrams produziert wurde.
2013 wurde sie für die Piratenserie Black Sails des US-Fernsehsenders Starz gecastet. Sie spielt die Eleanor Guthrie, die in Nassau die illegalen Handelsgeschäfte ihres Vaters führt.
Im Disney-Film Maleficent – Die dunkle Fee spielte New Königin Leila, die Mutter von Prinzessin Aurora. Der Film erschien im Mai 2014.
New erhielt eine Hauptrolle in dem auf wahren Begebenheiten basierenden Thriller Under the Bed. Darin spielt sie eine junge Frau, die versucht über eine Trennung hinwegzukommen, während sich ein Stalker über soziale Netzwerke mit ihr anfreundet. Die Dreharbeiten begannen im August 2014, die englischsprachige Erstausstrahlung fand 2017 statt.
Weitere Rollen hatte sie im Abenteuerfilm Im Herzen des Dschungels (Edge of the World), der 2021 erschien, und im 2022 veröffentlichten Thriller Summit Fever.

## Filmografie
Filme
- 2011: ReVersion (Kurzfilm)
- 2011: Super Mario (Kurzfilm)
- 2011: Fuga de cerebros 2
- 2012: Shelter (Fernsehfilm)
- 2014: Maleficent – Die dunkle Fee (Maleficent)
- 2017: Under the Bed (Fernsehfilm)
- 2021: Im Herzen des Dschungels (Edge of the World)
- 2022: Summit Fever

Fernsehserien
- 2010: La Riera (eine Folge)
- 2010: El club del chiste (eine Folge)
- 2012: El barco (eine Folge)
- 2013–2014: El tiempo entre costuras (sechs Folgen)
- 2014–2017: Black Sails (36 Folgen)
- 2017: The Strain (zwei Folgen)
- 2018: Trust (sieben Folgen)
- 2024: Bridgerton